# Sandwich polonais de Chicago

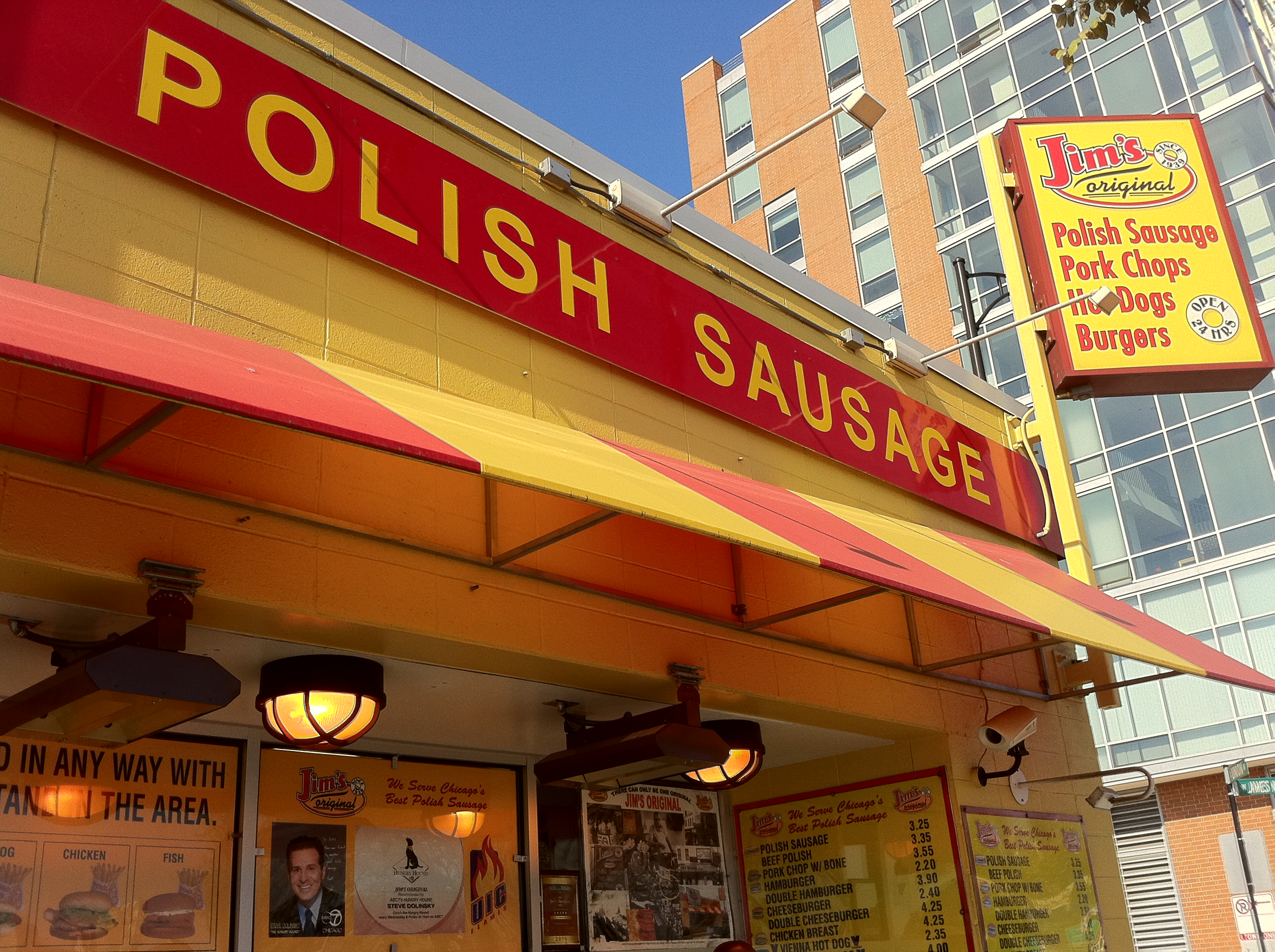
Le Jim's, restaurant polonais où fut inventé le Maxwell Street Polish.

Le sandwich polonais de Chicago (plus connu sous le nom de Maxwell Street Polish en anglais) est une spécialité polonaise de la ville de Chicago (États-Unis). Il s'agit d'une saucisse kiełbasa (d'origine polonaise) grillée, surmontée d'oignons sautés et de piments, servie comme un hot-dog, dans un pain de type bun avec des condiments comme de la moutarde. Ce sandwich est connu comme étant un « classique » de la cuisine de Chicago.

## Description
Chicago est la plus grande ville polonaise en dehors de Varsovie, la capitale de la Pologne. Les premiers immigrants polonais arrivèrent à Chicago à la fin du XIXe siècle (dans les années 1890) et au début du XXe siècle (entre 1915 et 1930) à la recherche de travaux industriels. Ils s'installèrent principalement dans les quartiers de Jackowo et Polish Village, dans le secteur d'Avondale, et apportèrent avec eux leurs culture et produits culinaires. Le sandwich polonais de Chicago trouve son origine au restaurant Jim's, situé au 1250 South Union Avenue sur Maxwell Street Market (marché de Maxwell Street) dans le secteur de Near West Side, et fut créé par Jimmy Stefanovic en 1939.
Cette spécialité de Chicago est un élément de base de stands de hot-dog et se retrouve aujourd'hui dans toute la ville et ses banlieues, y compris dans des chaînes de restaurants telles que Portillo's et Brown's Chicken. Il est vendu également dans la plupart des stades et lieux où se déroulent des événements sportifs et culturels.